# Sekrýt
Sekrýt je malá vesnice, část obce Dolany v okrese Klatovy v Plzeňském kraji. Nachází se asi 2,5 kilometru jihovýchodně od Dolan. Je zde evidováno 8 adres. V roce 2011 zde trvale žilo třináct obyvatel.
Sekrýt leží v katastrálním území Dolany u Klatov o výměře 7,17 km².

## Historie
První písemná zmínka o vesnici pochází z roku 1721.
Sekrýt vznikl roku 1960 jako část obce Dolany v okrese Klatovy.

## Obyvatelstvo
| Rok            | 1869 | 1880 | 1890 | 1900 | 1910 | 1921 | 1930 | 1950 | 1961 | 1970 | 1980 | 1991 | 2001 | 2011 | 2021 |
| -------------- | ---- | ---- | ---- | ---- | ---- | ---- | ---- | ---- | ---- | ---- | ---- | ---- | ---- | ---- | ---- |
| Počet obyvatel | 45   | 0    | 35   | 36   | 41   | 0    | 39   | 0    | 23   | 19   | 14   | 10   | 14   | 13   | 16   |
| Počet domů     | 7    | 0    | 6    | 6    | 6    | 7    | 7    | 0    | 0    | 5    | 5    | 5    | 6    | 6    | 6    |

## Pamětihodnosti
- Výšinné opevněné sídliště asi půl kilometru od vesnice
- Boží muka s pamětním křížem

## Fotogalerie

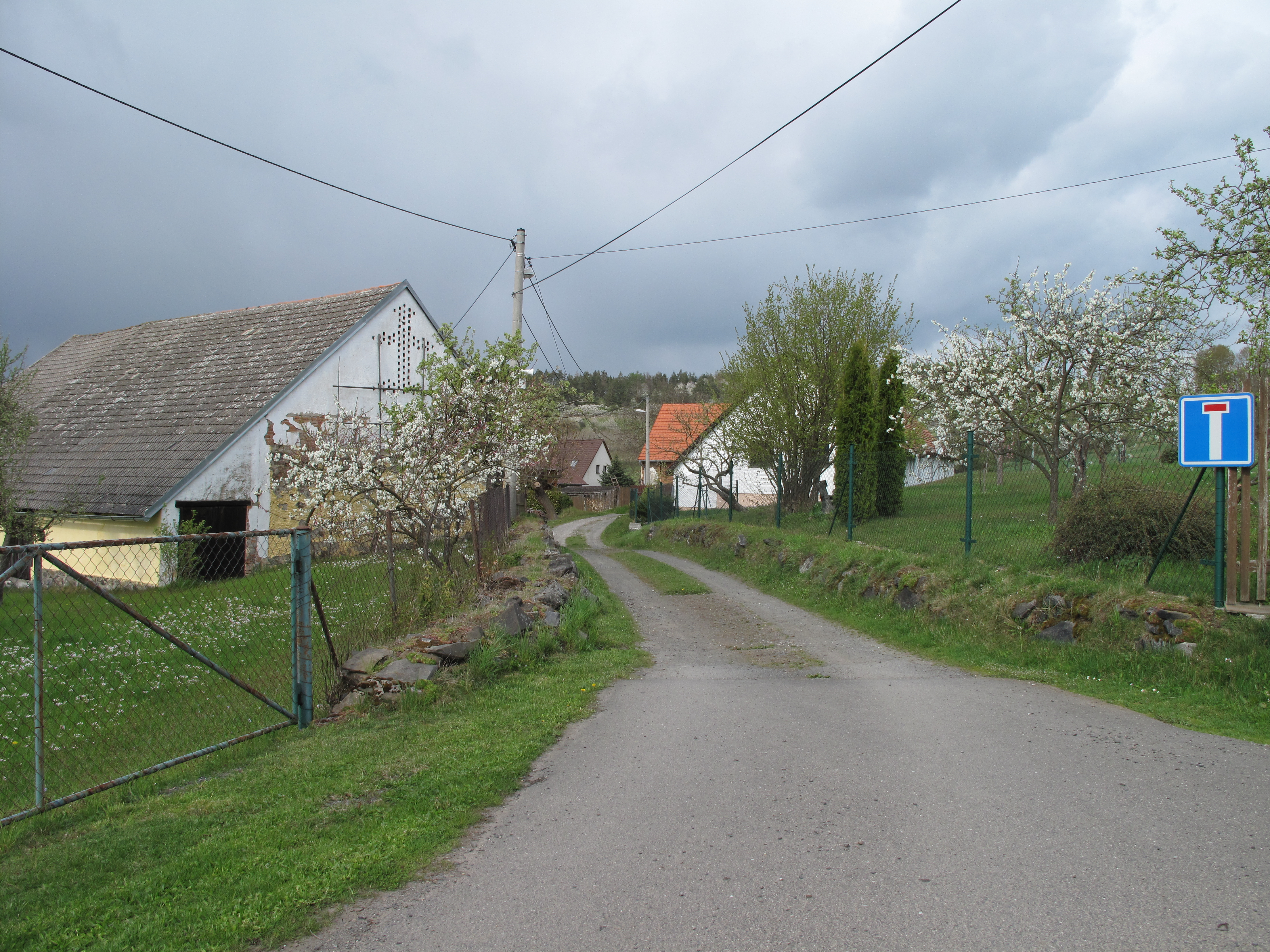
Cesta Sekrýtem
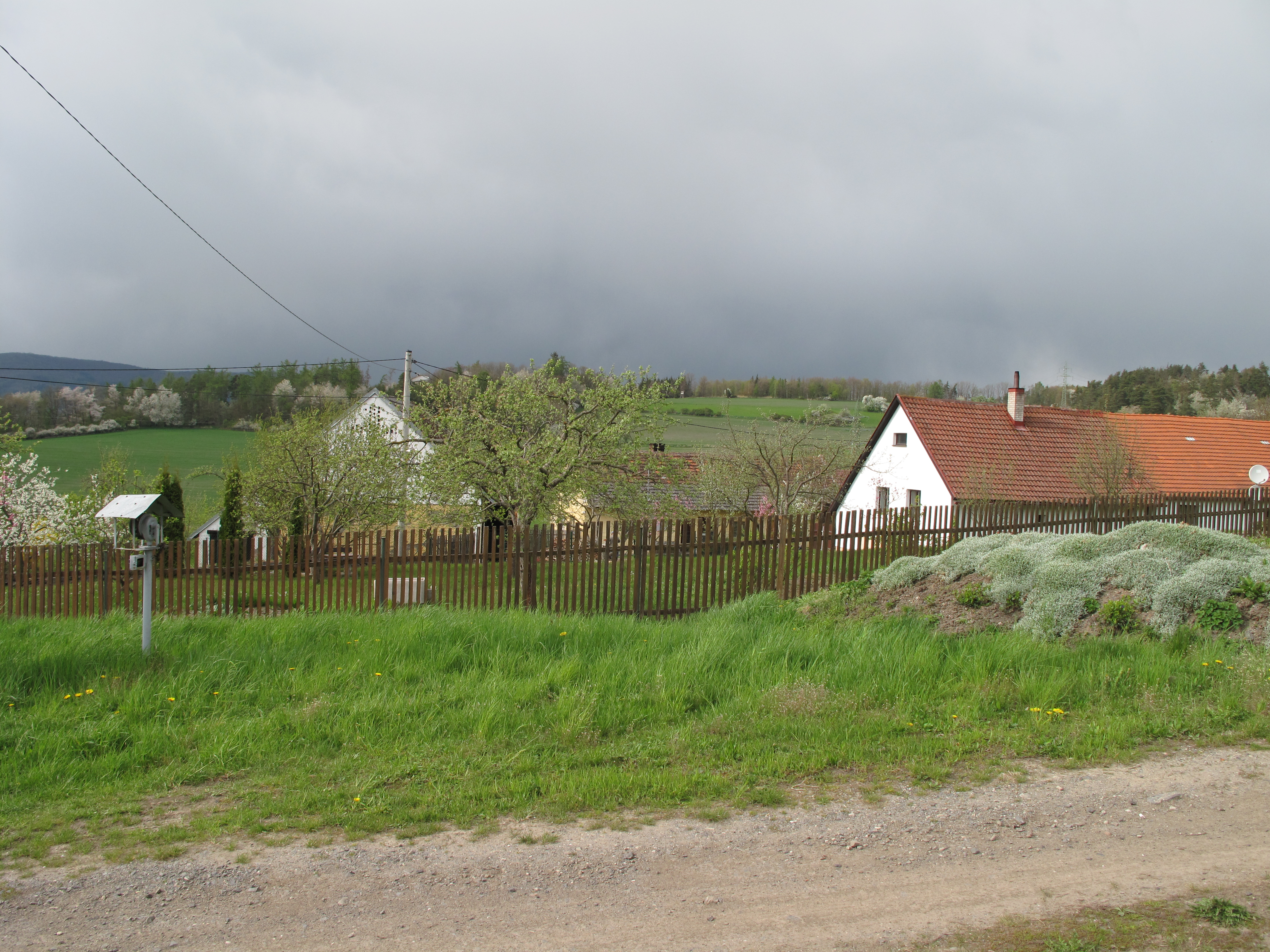
Zahrady v Sekrýtu
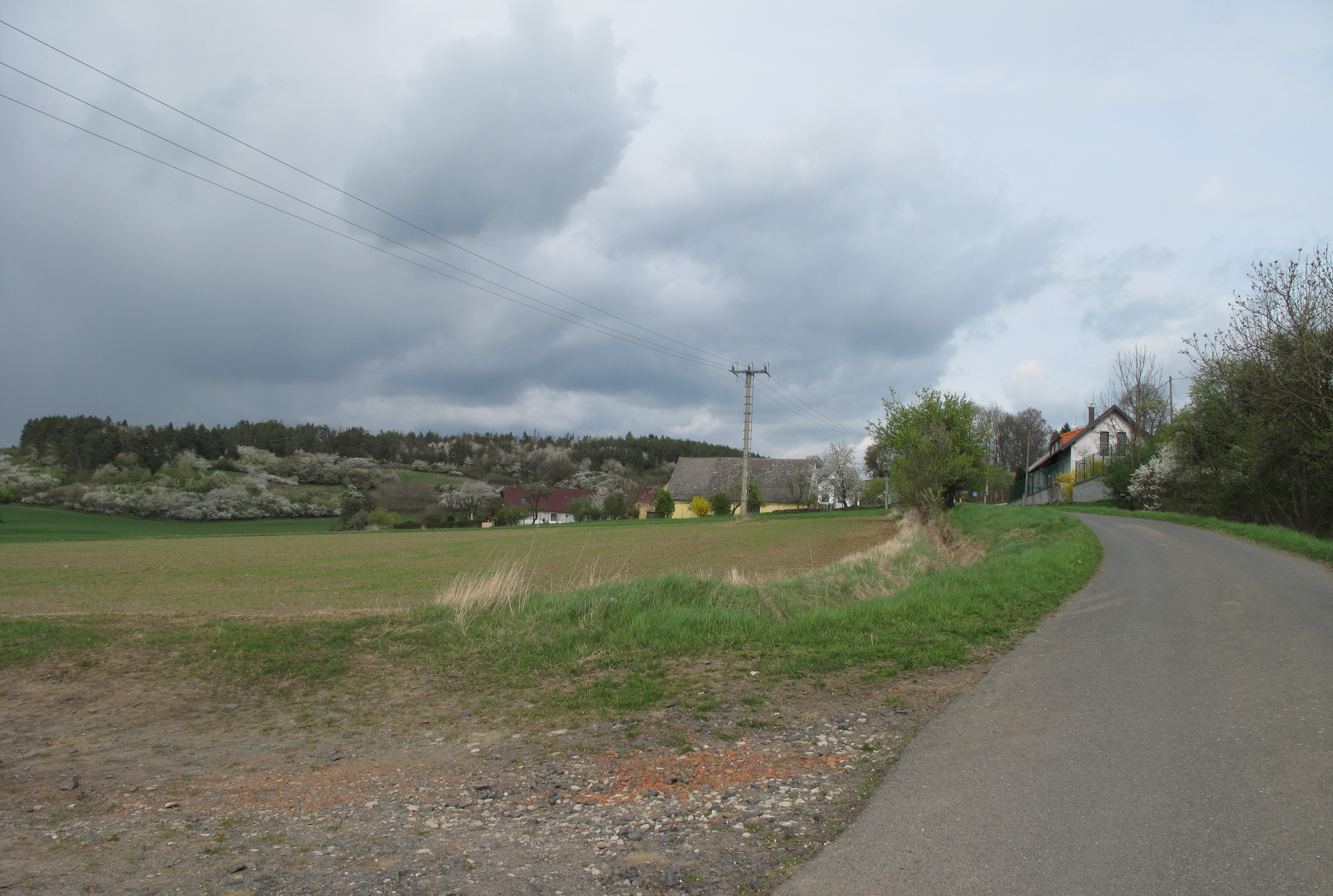
Krajina okolo Sekrýtu